# Takayuki Fujikawa
Takayuki Fujikawa (jap. 藤川 孝幸 Fujikawa Takayuki; ur. 10 października 1962), zm. 15 listopada 2018 – japoński piłkarz występujący na pozycji bramkarza.

## Kariera klubowa
Od 1981 do 1995 roku występował w klubie Verdy Kawasaki.